# Gouvernement Álvarez Areces I
 Asturies
Marqués Álvarez Areces II
Le gouvernement Álvarez Areces I est le gouvernement des Asturies entre le 23 juillet 1999 et le 8 juillet 2003, durant la Ve législature de la Junte générale de la principauté des Asturies. Il est présidé par Vicente Álvarez Areces.

## Composition

### Initiale
| Fonction                                                             | Titulaire | Titulaire                                                             | Parti    |
| -------------------------------------------------------------------- | --------- | --------------------------------------------------------------------- | -------- |
| Président                                                            |           | Vicente Alberto Álvarez Areces                                        | FSA-PSOE |
| Conseillère à la Présidence                                          |           | María José Ramos Rubiera                                              | FSA-PSOE |
| Conseiller aux Administrations publiques et aux Affaires européennes |           | Luis Iturrioz Viñuela                                                 | FSA-PSOE |
| Conseillère aux Finances                                             |           | Elena Carantoña Álvarez (jusqu'au 31/08/2000) Jaime Rabanal García    | FSA-PSOE |
| Conseiller à l'Éducation et à la Culture                             |           | Francisco Javier Fernández Vallina                                    | FSA-PSOE |
| Conseiller aux Affaires sociales                                     |           | José García González                                                  | FSA-PSOE |
| Conseiller à la Santé et aux Services sanitaires                     |           | Francisco Sevilla Pérez                                               | FSA-PSOE |
| Conseiller aux Infrastructures et à la Politique territoriale        |           | Juan Ramón García Secades                                             | FSA-PSOE |
| Conseiller à l'Environnement                                         |           | Herminio Sastre Andrés                                                | FSA-PSOE |
| Conseiller au Milieu rural et à la Pêche                             |           | Santiago Menéndez de Luarca Navia-Osorio                              | FSA-PSOE |
| Conseiller à l'Industrie, au Commerce et au Tourisme                 |           | Javier Fernández Fernández (jusqu'au 11/11/2000) Jesús Urrutia García | FSA-PSOE |
| Conseillère au Travail et à la Promotion de l'Emploi                 |           | Angelina Álvarez González                                             | FSA-PSOE |

### Remaniement du11 octobre 2001
- Les nouveaux conseillers sont indiqués en gras, ceux ayant changé d'attributions en italique.

| Fonction                                                              | Titulaire | Titulaire                                | Parti    |
| --------------------------------------------------------------------- | --------- | ---------------------------------------- | -------- |
| Président                                                             |           | Vicente Alberto Álvarez Areces           | FSA-PSOE |
| Conseillère à la Présidence                                           |           | María José Ramos Rubiera                 | FSA-PSOE |
| Conseillère aux Administrations publiques et aux Affaires européennes |           | Angelina Álvarez González                | FSA-PSOE |
| Conseiller aux Finances                                               |           | Jaime Rabanal García                     | FSA-PSOE |
| Conseiller à l'Éducation et à la Culture                              |           | Francisco Javier Fernández Vallina       | FSA-PSOE |
| Conseiller aux Affaires sociales                                      |           | José García González                     | FSA-PSOE |
| Conseiller à la Santé et aux Services sanitaires                      |           | Francisco Sevilla Pérez                  | FSA-PSOE |
| Conseiller aux Infrastructures et à la Politique territoriale         |           | Juan Ramón García Secades                | FSA-PSOE |
| Conseiller à l'Environnement                                          |           | Herminio Sastre Andrés                   | FSA-PSOE |
| Conseiller au Milieu rural et à la Pêche                              |           | Santiago Menéndez de Luarca Navia-Osorio | FSA-PSOE |
| Conseiller à l'Industrie, au Commerce et au Tourisme                  |           | Jesús Urrutia García                     | FSA-PSOE |
| Conseiller au Travail et à la Promotion de l'Emploi                   |           | Graciano Torre González                  | FSA-PSOE |